# Thelairosoma coerulescens
Thelairosoma coerulescens är en tvåvingeart som beskrevs av Louis-Paul Mesnil 1954. Thelairosoma coerulescens ingår i släktet Thelairosoma och familjen parasitflugor. Inga underarter finns listade i Catalogue of Life.